# Леа Иванова
Леа Иванова е българска шлагерна и джаз певица, легенда в българската забавна музика.

## Биография
Родена е на 13 август 1923 г. в Дупница с името Лилия или Лиляна Иванова Иванова. След атентата в църквата „Света Неделя“ родителите ѝ с петте си дъщери се местят в Цариград поради комунистическите убеждения на баща ѝ, художник по професия. Израства в Цариград, където учи в Робърт колеж и пее в детския хор на Българската екзархия. По-късно продължава да учи в Дупница. От началото на 40-те години се премества в София с намерение да следва в Художествената академия, но това не се осъществява поради силното ѝ увлечение към музиката.
Леа Иванова започва да пее като солистка в джазовите формации „Славянска беседа“, „Джаз Овчаров“ на Асен Овчаров и оркестър „Оптимистите“, с който работи до 1956 г. Изпълненията ѝ са в стил суинг. Тя е една от първите изпълнителки на джаз в България заедно с Лени Вълкова и Люси Найденова, познати като „Трите Ел“. През 1949 г. при участието си в „Джаз Овчаров“ групата получава покана за турне в САЩ. Това става причина за политически репресии за изпълнение на „упадъчна музика“; Леа Иванова е арестувана и изпратена в концлагера Ножарево. След като излиза от лагера, Леа продължава да гради кариерата си. Според режисьора Радослав Спасов, на когото Еди Казасян предоставя досието на Леа Иванова, тя става сътрудничка на Държавна сигурност.
От 1956 г. Леа Иванова е в оркестрите на Христо Вучков, Димитър Ганев и Големия оркестър към Концертна дирекция.
Сътрудничеството ѝ с певеца и композитора Еди Казасян започва от 1957 г. и продължава почти 30 години – до края на живота ѝ, тъй като двамата стават семейна двойка. В началото на 60-те години Леа Иванова прави турнета в Румъния, Унгария, Югославия (в Белград пее с оркестъра на Куинси Джоунс), Берлин.
От 1963 г. до 1983 г. певицата работи във вариетета от висока класа в чужбина, като продължават концертите ѝ в почти цяла Западна Европа, САЩ, Канада, Южна Америка, Близкия изток. Изявите ѝ в България до началото на 80-те години са много малко, поради което тя остава малко известна сред по-младите поколения.
При едно от завръщанията си в България през 1983 г. Леа Иванова получава втори инсулт и остава, за да се възстанови. При този инсулт Леа е парализирана наполовина. Трудно движи единия си крак и лявата ѝ ръка остава неподвижна, прикована към тялото ѝ. Въпреки направената в Париж възстановителна операция, Леа е загубила гласа си и чувството си за ритъм. С много усилия на волята се научава да ходи отново на висок ток, както и да пее в полуречитатив, характерен за нейните късни записи. Тъй като не може вече да пее суинг, тя се примирява с композираните от съпруга ѝ, Еди Казасян, песни, които тя преди инсулта никога не е харесвала. Въпреки трудностите, Леа продължава да пее и да изнася концерти в България и в чужбина. Повикана е отново на турне от управителя на престижното вариете „Кайвохуоне“ в Хелзинки. В София прави серия концерти, няколко месеца наред, заедно с Тодор Колев в „Новотел Европа“.
През 1985 г. е удостоена с орден „Кирил и Методий“ I степен.
Има издадени албуми от фирмите „Qaliton“ (Унгария), „Electrecord“ (Румъния), „Deutsche Vogue“ (Германия), Радиопром и „Балкантон“. Албумът „Нощен клуб Интернационал – на живо“ е записан в „Байеришерхоф“ в Мюнхен, Германия.
Леа Иванова умира в София на 28 май 1986 г. от рак.

## Памет
На Леа Иванова е наречена улица в квартал „Витоша“ в София (Карта).

## Филмография
- Пеещите обувки (2016) – базиран на част от творчеството и живота на певицата Леа Иванова и композитора Еди Казасян[8][9]
- Нако, Дако, Цако (3-сер. тв, 1974) – мамзел Фифи, собственичка на мотел „Фифи“ (във 2-ра серия: „Шофьори“)
- Години за любов (1957)